# استراتیون، ویکتوریا
استراتیون (به انگلیسی: Strathewen) یک شهرک در استرالیا است که در ویکتوریا (استرالیا) واقع شده‌است.